# نثار أحمد بهاوي
نثار أحمد بهاوي (مواليد 27 مارس 1984) هو لاعب تايكوندو أفغاني. فاز بالميدالية الفضية عن وزن خفيف (72 كجم) في بطولة العالم للتايكواندو 2007 في بكين والتي كانت الميدالية الدولية الثانية لأفغانستان في كل الرياضات، وذلك بعد ميدالية بادامجول ملتزم، لاعب تايكوندو وزن ثقيل.
فاز نثار أيضًا بالميدالية البرونزية فئة الوزن الخفيف في دورة الألعاب الآسيوية 2006 في الدوحة، ومثّل أفغانستان أيضًا في أولمبياد بكين في فئة 68 كجم والتي كان فيها حاملًا للعلم في حفل الافتتاح. في عام 2010، أحرز الميدالية الفضية في منافسات الرجال تحت 80 كجم في دورة الألعاب الآسيوية 2010 في قوانغتشو.
تكرر الأمر وكان نثار أيضًا هو حامل العلم لأفغانستان في حفل افتتاح أولمبياد لندن 2012، والتي شارك فيها في فئة تحت 80 كجم. وفي 10 أغسطس، ورغم معاناته من إصابة في الساق، تمكّن نثار من التأهل إلى ربع النهائي حيث خسر من الأرجنتيني سباستيان كريسمانيتش وتابع إلى مباراة المدالية البرونزية لكنه خسر من الإيطالي ماورو سارمينتو.

## وصلات خارجية
- نثار أحمد بهاوي على موقع TaekwondoData.com (الإنجليزية)
- نثار أحمد بهاوي على موقع أوليمبيديا (الإنجليزية)